# أرند نيوهاوس
أرند نيوهاوس (بالألمانية: Arnd Neuhaus)‏ (26 سبتمبر 1967 بهاغن في ألمانيا - ) هو لاعب كرة سلة ألماني في مركز هجوم قوي الجسم، شارك في الألعاب الأولمبية الصيفية 1992 وبطولة كأس العالم لكرة السلة 1994. وشارك مع منتخب ألمانيا لكرة السلة.

## وصلات خارجية
- أرند نيوهاوس على موقع الاتحاد الدولي لكرة السلة (الإنجليزية)
- أرند نيوهاوس على موقع كرة السلة الأوروبية.كوم (الإنجليزية)
- أرند نيوهاوس على موقع كلية كرة السلة في سبورتس رفرنس.كوم (الإنجليزية)
- أرند نيوهاوس على موقع ريلجم (الإنجليزية)
- أرند نيوهاوس على موقع بروبوليرز (الإنجليزية)
- أرند نيوهاوس على موقع سبورتس رفرنس (الإنجليزية)
- أرند نيوهاوس على موقع أوليمبيديا (الإنجليزية)